# Wendy Hughes
Wendy Ann Hughes (Melbourne, 29 de julio de 1952-Sídney, 8 de marzo de 2014) fue una actriz australiana, más conocida por sus numerosas participaciones en teatro, cine y televisión.

## Biografía
Era hija de padres ingleses, originalmente estudió para convertirse en una bailarina. Asistió al National Institute of Dramatic Art "NIDA".
Fue buena amiga de la actriz Colette Mann.
Wendy tenía un hijo Jay Juillet, con el restaurador Patrick Juillet.
También tenía una hija Charlotte Haywood, con el actor inglés Chris Haywood.
En 1971 se casó con el actor Sean Scully, pero la relación terminó en 1973.
Wendy murió de cáncer en la mañana del 8 de marzo de 2014 a los 61 años de edad.

## Carrera
Wendy fue una actriz australiana premiada que trabajó en teatro y cine.
Su carrera fue de más de cuarenta años: establecida como uno de los actores más prolíficos y más finos de Australia.
Durante su adolescencia se volvió su atención a la actuación, asistiendo al Instituto Nacional de Arte Dramático, y, después de perfeccionar sus habilidades con la Compañía de Teatro Melbourne, tuvo su primer papel en el cine en Petersen (1974). Durante la década de 1970 también tuvo sus primeras apariciones en televisión.
Llamada "una de los jugadores importantes en el desarrollo y la productividad de las películas australianas", trabajó en estrecha colaboración con los artistas australianos prominentes como el director de fotografía John Seale y con los escritores David Williamson y Bob Ellis. (era uno de los principales actores en la década de 1970 del renacimiento del "Nuevo Cine Australiano").
Su primer papel de renombre internacional fue el personaje de Patricia en Lonely Hearts (1982). (con este papel comenzó una colaboración de décadas con el director holandés-australiano Paul Cox).

## Filmografía

### Series de televisión
| Año         | Título                         | Personaje              | Notas                                    |
| ----------- | ------------------------------ | ---------------------- | ---------------------------------------- |
| 1968        | Hunter                         | Sue Gallagher          | episodio "Crusade"                       |
| 1971        | The Group                      | Laura Bent             | episodio "Pilot"                         |
| 1972        | Homicide                       | Barbara Carlisle       | episodio "Street of Fear"                |
| 1972        | Number 96                      | Vanessa Harrison       | -                                        |
| 1974        | A Touch of Reverence           | -                      | -                                        |
| 1975 - 1976 | Matlock Police                 | Jill Perry             | 2 episodios                              |
| 1976        | The Outsiders                  | Susan Mayfield         | episodio "Golden Girl"                   |
| 1976        | Power Without Glory            | Mary West              | -                                        |
| 1976        | Rush                           | Emma                   | episodio "I'll See You Dead McKellar"    |
| 1980        | Lucinda Brayford               | Lucinda Brayford       | -                                        |
| 1983        | Return to Eden                 | Jilly Stewart          | 3 episodios - miniserie                  |
| 1984        | Five Mile Creek                | Arabella               | episodio "When the Kookaburra Cries"     |
| 1987        | Amerika                        | Marion Andrews         | 6 episodios - miniserie                  |
| 1991        | A Woman Named Jackie           | Janet Lee Bouvier      | episodio "The Bouvier Years" - miniserie |
| 1993        | Star Trek: The Next Generation | Lt. Cmdr. Nella Daren  | episodio "Lessons"                       |
| 1993        | Homicide: Life on the Street   | Dr. Carol Blythe, M.E. | 5 episodios                              |
| 1994        | Blue Seed                      | -                      | -                                        |
| 1994 - 1996 | Snowy River: The McGregor Saga | Kathleen O'Neil        | 52 episodios                             |
| 1997 - 1998 | State Coroner                  | Kate Ferrari           | 28 episodios                             |
| 2005        | MDA                            | Gabrielle Bromley      | 4 episodios                              |
| 2006        | Two Twisted                    | Esposa del Barbero     | episodio "Von Stauffenberg's Stamp "     |
| 2007        | City Homicide                  | Victoria Semple        | episodio "Lie Down with Dogs"            |
| 2008        | The Saddle Club                | Louise Lomax           | episodio "Cut to the Quick"              |
| 2009        | All Saints                     | Annalise Lang          | episodio "Facing the Music 2"            |
| 2012        | Miss Fisher's Murder Mysteries | Adele Freeman          | episodio "The Green Mill Murder"         |

### Películas
| Año  | Título                             | Personaje                  | Notas                                                                                             |
| ---- | ---------------------------------- | -------------------------- | ------------------------------------------------------------------------------------------------- |
| 1974 | The Spiral Bureau                  | -                          | junto a Peter Sumner, Vincent Ball, Kevin Miles & John Ewart                                      |
| 1974 | Petersen                           | Dra. Patricia "Trish" Kent | junto a Jack Thompson, Jacki Weaver & Belinda Giblin                                              |
| 1974 | The Cherry Orchard                 | -                          | junto a Googie Withers, Frank Thring, Jennifer Claire & Irene Inescort                            |
| 1975 | Is There Anybody There?            | Marianne Dickinson         | junto a Charles 'Bud' Tingwell, Patrick Ward, Chantal Contouri, Gordon McDougall & George Lazenby |
| 1975 | Sidecar Racers                     | Lynn Carson                | junto a Ben Murphy, John Clayton, Peter Graves, John Meillon & John Derum                         |
| 1976 | The Alternative                    | Melanie Hilton             | junto a Peter Adams, Carla Hoogeveen, Tony Bonner & Alwyn Kurts                                   |
| 1977 | High Rolling                       | Barbie                     | junto a Joseph Bottoms, Grigor Taylor, John Clayton & Judy Davis                                  |
| 1978 | A Woman in the House               | -                          | junto a Neil Fitzpatrick & Penne Hackforth-Jones                                                  |
| 1978 | Newsfront                          | Amy Mackenzie              | junto a Bill Hunter, Chris Haywood, Bryan Brown, Drew Forsythe & Tony Barry                       |
| 1979 | Kostas                             | Carol                      | junto a Chris Haywood, Kris McQuade, Tony Llewellyn-Jones, Graeme Blundell & Norman Kaye          |
| 1979 | My Brilliant Career                | Tía Helen                  | junto a Judy Davis, Sam Neill, Robert Grubb, Max Cullen & Simone Buchanan                         |
| 1979 | Puzzle                             | Claudine Cunningham        | junto a James Franciscus, Ivar Kants, Robert Helpmann, Gerard Kennedy & Tony Barry                |
| 1980 | Touch and Go                       | Eva                        | junto a Chantal Contouri, Jon English, Jeanie Drynan & Christine Amor                             |
| 1980 | Coralie Landsdowne Says No         | Coralie Landsdowne         | junto a Robert Coleby, David Waters, Brian Blain, Elaine Mangan & Mary-Lou Stewart                |
| 1981 | Hoodwink                           | Lucy                       | junto a Judy Davis, Max Cullen, Michael Caton, Colin Friels & Geoffrey Rush                       |
| 1982 | Lonely Hearts                      | Patricia Curnow            | junto a Chris Haywood, Norman Kaye, Julia Blake, Jonathan Hardy & Kris McQuade                    |
| 1983 | Careful, He Might Hear You         | Vanessa                    | junto a Robyn Nevin, Nicholas Gledhill, John Hargreaves & Geraldine Turner                        |
| 1985 | I Can't Get Started                | Margaret                   | junto a Ben Gabriel, Andrew McFarlane, Milorad Mihajlovic & John Waters                           |
| 1985 | Remember Me                        | Jenny                      | junto a Kris McQuade, Jack Ellis & Robert Grubb                                                   |
| 1987 | Happy New Year                     | Carolyn                    | junto a Peter Falk, Charles Durning, Claude Lelouch, Gary Maas & Jack Hrkach                      |
| 1988 | Boundaries of the Heart            | Stella Marsden             | junto a Max Cullen, John Hargreaves & Norman Kaye                                                 |
| 1988 | Warm Nights on a Slow Moving Train | Joven                      | junto a Colin Friels, Norman Kaye, John Clayton, Lewis Fitz-Gerald & Chris Haywood                |
| 1989 | The Heist                          | Sheila                     | junto a Pierce Brosnan, Tom Skerritt, Noble Willingham & Tom Atkins                               |
| 1989 | Luigi's Ladies                     | Sara                       | junto a Max Cullen, Sandy Gore, Genevieve Lemon, David Rappaport & Ray Meagher                    |
| 1989 | Echoes of Paradise                 | Maria                      | junto a John Lone, Steve Jacobs, Rod Mullinar, Gillian Jones & Claudia Karvan                     |
| 1990 | Donor                              | Dra. Farrell               | junto a Melissa Gilbert, Jack Scalia, Pernell Roberts & Gregory Sierra                            |
| 1991 | Wild Orchid II: Two Shades of Blue | Elle                       | junto a Nina Siemaszko, Tom Skerritt, Robert Davi, Brent David Fraser & Christopher McDonald      |
| 1991 | Sukeban Deka: Gyakushû-hen         | -                          | junto a Jan Angus, Renee Foresman, Tiffany Grant & Matt Greenfield                                |
| 1993 | Suikoden                           | Joven                      | junto a Spike Spencer, Charles Campbell, Moe Foley & Jeff Gardner                                 |
| 1994 | Princess Caraboo                   | Mrs. Worrall               | junto a Phoebe Cates, Jim Broadbent, Kevin Kline, John Lithgow & Stephen Rea                      |
| 1995 | Golden Boy: Treasure Hunt          | Trabajador                 | junto a Mitsuo Iwata, Gorô Naya, Carol Amerson 6 Jan Angus                                        |
| 1996 | Lust and Revenge                   | Asesora de George          | junto a Nicholas Hope, Claudia Karvan, Robert Menzies, Max Gillies & Chris Haywood                |
| 1997 | Paradise Road                      | Mrs. Dickson               | junto a Glenn Close, Frances McDormand, Cate Blanchett, Julianna Margulies & Marta Dusseldorp     |
| 2001 | The Man Who Sued God               | Jules Myers                | junto a Billy Connolly, Judy Davis, Colin Friels, John Howard & Emily Browning                    |
| 2006 | Caterpillar Wish                   | Elizabeth Roberts          | junto a Susie Porter, Philip Quast, Khan Chittenden, Will Traeger & Robert Mammone                |
| 2008 | The View from Greenhaven           | Dorothy                    | junto a Steve Bisley, Chris Haywood, Susan Prior, Russell Dykstra & Geoff Morrell                 |
| 2008 | Salvation                          | Gloria                     | junto a Chris Haywood, Bruce Myles, Natasha Novak & Kim Gyngell                                   |
| 2009 | Just Desserts                      | Judy                       | corto - junto a Colette Mann & Stephen Leeder                                                     |

### Escritora y productora
| Año  | Título                  | Notas                            |
| ---- | ----------------------- | -------------------------------- |
| 1988 | Boundaries of the Heart | productora asociada              |
| 1989 | Luigi's Ladies          | escritora & productora ejecutiva |

### Narradora / Apariciones
| Año  | Programa                                        | Notas                   |
| ---- | ----------------------------------------------- | ----------------------- |
| 2007 | Constructing Australia                          | 3 episodios - narradora |
| 2007 | The Bridge                                      | documental - narradora  |
| 2008 | Mornings with Kerri-Anne                        | artista invitada        |
| 2008 | The Fabric of a Dream: The Fletcher Jones Story | documental - narradora  |
| 2009 | Darwin's Brave New World                        | 3 episodios - narradora |

### Teatro
| Año  | Obra                            | Personajes | Director (a)     | Teatro            | Notas                                                                       |
| ---- | ------------------------------- | ---------- | ---------------- | ----------------- | --------------------------------------------------------------------------- |
| 1968 | Romeo and Juliet                | -          | Lois Ellis       | Alexander Theatre | junto a Ken Boucher, Peter Dodds & Jude Kuring                              |
| 1970 | Blood Wedding                   | -          | John Clark       | Old Tote Theatre  | junto a Ernest Gray, Ivar Kants, Wayne Poulton & Susan Wylie                |
| 1970 | A Midsummer Night's Dream       | -          | John Bell        | Old Tote Theatre  | junto a Ernest Gray, Ivar Kants, Wayne Poulton & Carole Yelland             |
| 1970 | Cat on a Hot Tin Roof           | -          | Derek Nicholson  | Old Tote Theatre  | junto a Robyn Gurney, John Hargreaves, Denny Lawrence & Pamela Stephenson   |
| 1971 | Butterflies Are Free            | -          | John Tasker      | Playbox Theatre   | junto a Stewart Faichney, Miriam Karlin & Sean Scully                       |
| 1983 | Present Laughter                | -          | Richard Wherrett | Theatre Royal     | junto a John Hargreaves, Robyn Nevin & Geraldine Turner                     |
| 2001 | The Graduate                    | -          | Terry Johnson    | Theatre Royal     | junto a Mark Priestley, Andrew McFarlane, Brooke Satchwell & John Waters    |
| 2004 | Amigos                          | -          | Jennifer Flowers | Riverside Theatre | junto a Garry McDonald & Tony Llewellyn-Jones                               |
| 2007 | Who's Afraid of Virginia Woolf? | -          | Peter Evans      | -                 | junto a Alison Bell, Garry McDonald & Stephen Phillips                      |
| 2010 | All About My Mother             | -          | Simon Phillips   | Melbourne Theatre | junto a Paul Capsis, Blake Davis, Peta Sergeant, David James & Alison Whyte |
| 2012 | Face to Face                    | -          | Simon Stone      | Sydney Theatre    | junto a Humphrey Bower, Mitchell Butel, Kerry Fox & Dylan Young             |
| 2012 | Pygmalion                       | -          | Peter Evans      | Sydney Theatre    | junto a Marco Chiappi, Andrea Demetriades & Deborah Kennedy                 |

## Premios y nominaciones
| Año  | Categoría                                                     | Premio         | Serie/Película                 | Resultado |
| ---- | ------------------------------------------------------------- | -------------- | ------------------------------ | --------- |
| 1977 | Best Sustained Performance by an Actress in a Supporting Role | Logie Award    | Power Without Glory            | Ganadora  |
| 1978 | Best Actress in a Lead Role                                   | AFI Award      | Newsfront                      | Nominada  |
| 1979 | Best Actress in a Supporting Role                             | AFI Award      | My Brilliant Career            | Nominada  |
| 1982 | Best Actress in a Lead Role                                   | AFI Award      | Lonely Hearts                  | Nominada  |
| 1983 | Best Actress in a Lead Role                                   | AFI Award      | Careful, He Might Hear You     | Ganadora  |
| 1984 | Best Supporting Actress                                       | Logie Award    | Return to Eden                 | Ganadora  |
| 1984 | Best Actress in a Lead Role                                   | AFI Award      | My First Wife                  | Nominada  |
| 1987 | Best Actress in a Lead Role                                   | AFI Award      | Echoes of Paradise             | Nominada  |
| 1988 | Best Actress in a Lead Role                                   | AFI Award      | Boundaries of the Heart        | Nominada  |
| 1995 | Actress in a Dramatic Series                                  | CableACE Award | Snowy River: The McGregor Saga | Nominada  |